# Kenzō Shirai
Kenzō Shirai (Yokohama, Japón, 24 de agosto de 1996) es un gimnasta artístico japonés, campeón olímpico en Río 2016 en el ejercicio de salto y en el concurso por equipos; campeón del mundo en 2013 en suelo, en 2015 en suelo y en el concurso por equipos, y en 2017 de nuevo en suelo y en el concurso por equipos; y subcampeón del mundo en 2014 en suelo y en el concurso por equipos.

## Carrera deportiva
Kenzo participó en el Mundial de Amberes 2013 ganando la medalla de oro en el ejercicio de suelo.
Participó en el Mundial de Nanning 2014 consiguiendo dos medallas de plata: en el ejercicio de suelo —donde quedó solo por detrás del ruso Denis Abliazin— y en la competición por equipos, donde Japón quedó tras China.
En el Mundial de Glasgow 2015 consiguió dos medallas de oro: en la competición por equipos y en suelo.
En los Juegos Olímpicos de Río 2016 ganó dos medallas de oro: competición por equipos y salto.
En el Mundial de Montreal 2017 consiguió dos medallas de oro —suelo y salto— y una de bronce en el concurso completo individual, quedando tras los chinos Xiao Ruoteng y Lin Chaopan.